# Pozán de Vero
Pozán de Vero è un comune spagnolo di 243 abitanti situato nella comunità autonoma dell'Aragona.

Fa parte della comarca del Somontano de Barbastro.